# 진 켈리
유진 커렌 "진" 켈리(영어: Eugene Curran Kelly, 1912년 8월 23일 ~ 1996년 2월 2일)은 미국의 배우, 영화 감독, 안무가이다. <사랑은 비를 타고>의 돈 락우드 역으로 유명하며 그가 출연한 영화는 코미디 영화가 다수였다. 아카데미 명예상의 수상자이며 공로를 인정받아 케네디 센터상을 수상하였다
진 켈리는 프레드 아스테어와 종종 비교가 된다. 아스테어의 춤에 비해 진 켈리의 춤은 곡예적이다는 평가가 많다. 진 켈리는 인종차별 반대와 건실한 가정 생활로 말년에도 존경을 받았다.

## 필모그래피

### 감독
- 1969년: 헬로 돌리 (Hello, Dolly!)
- 1967년: 가이드 포 더 메리드 맨 (A Guide For The Married Man)
- 1954년: 1944년 7월 산 미니아토 마을 (San Miniato, Luglio '44)
- 1952년: 사랑은 비를 타고 (Singin' In The Rain)
- 1949년: 춤추는 뉴욕 (On the Town)

## 출연
- 1980년: 제너두 (Xanadu) - 대니 맥과이어 역
- 1977년: 스턴트맨의 음모 (Viva Knievel) - 윌 아트킨스 역
- 1976년: 엔터테인먼트 2 (That's Entertainment!, Part II)
- 1974년: 엔터테인먼트 (That's Entertainment!)
- 1973년: 40 캐럿 (40 Carats)
- 1967년: 로슈포르의 연인들 (The Young Girls Of Rochefort / Les Demoiselles De Rochefort) - 앤디 밀러 역
- 1957년: 레 걸스 (Les Girls) - 배리 니콜스 역
- 1954년: 브리가둔 (Brigadoon)
- 1954년: 1944년 7월 산 미니아토 마을 (San Miniato, Luglio '44)
- 1952년: 사랑은 비를 타고 (Singin' In The Rain) - 돈 록우드 역
- 1951년: 파리의 아메리카인 (An American In Paris) - 제리 역
- 1949년: 춤추는 뉴욕 (On the Town) - 게비 역
- 1944년: 커버걸 (Cover Girl)
- 1944년: 크리스마스 휴가 (Christmas Holiday) - 로버트 모테트 역